# 검은 신화: 오공
《검은 신화: 오공》(중국어 간체자: 黑神话：悟空, 한자음: 흑신화: 오공)은 게임 사이언스에서 개발 및 배급한 중국의 고전 소설 《서유기》를 원작으로 하는 액션 롤플레잉 게임이다. 2024년 8월 20일에 플레이스테이션 5와 윈도우로 전 세계에 출시되었으며, 이후 엑스박스 시리즈 X/S 버전이 출시될 예정이다. 출시되자마자 비평가들로부터 대체로 긍정적인 평가를 받았는데, 전투, 시각적 디자인, 세계관에 대해서는 호평받았고, 레벨 디자인과 출시 당시의 기술적 문제에 대해서는 비판받았다.
본 작품은 중국 신화를 배경으로 한 《검은 신화》 시리즈의 첫 번째 작품이다.

## 게임 플레이
《검은 신화: 오공》은 액션 롤플레잉 게임이다. 개발사 게임 사이언스에서는 이 게임을 소울라이크 게임이라 밝히지 않았지만 출시 전 미디어에서는 때때로 소울라이크 게임과 비슷하다고 묘사되었다. 3인칭 시점에서 일인용 으로 진행되며, 중국 고전 소설 《서유기》에서 영감을 받았다.
플레이어는 손오공을 기반으로 한 원숭이 캐릭터 '천명자'를 조종할 수 있다.  주요 무기는 서유기 속 여의금고봉을 기반으로 한 지팡이로,  크기를 확장하거나 축소할 수 있다. 전투는 약공격와 강공격을 조합한 다양한 공격 패턴으로 이루어진다. 약공격을 적중시킨 다음 적절한 타이밍에 회피해 무술 게이지를 축적할 수 있다. 강공격은 충전을 통해 발동되는 경우를 제외하면 무술 게이지를 소모한다 질주, 회피, 공격 시 기력이 소모된다.
비술은 마나 포인트를 소모하여 사용가능한데, 예를 들어 캐릭터를 다른 생물이나 존재로 바꾸는 둔갑술 주문이 있다
스킬 트리를 업그레이드해 캐릭터를 성장시킬 수 있다.
게임 플레이 대부분은 넓은 지역을 선형적으로 진행되며, 길을 따라 세이브포인트 역할을 하는 사당이 있다.  세계를 여행하며 다양한 요괴와 전투하게 된다. 게임 난이도는 플레이어가 변경할 수 없지만 플레이하는 동안 동일하게 유지되지 않는다.

## 개발
《검은 신화: 오공》은 게임 사이언스에서 개발 및 배급하는 게임이다. 게임 사이언스는 원래 선전에서 설립되었으나, 몇몇 구성원들이 2018년에 항저우로 이전하여 게임 개발을 시작했다.
2020년 8월 20일 프리 알파 빌드의 게임 플레이를 선보이는 트레일러를 통해 처음 발표되었다. 트레일러에서의 게임은 언리얼 엔진 4로 개발되었으며,  주인공이 주변 환경을 모험하고 다양한 적과 싸우는 모습을 보여주었다. 하루 만에 유튜브 조회수가 200만회에 도달했으며, 빌리빌리에서는 1,000만 조회수를 달성했다. 당시 게임 사이언스 측은 개발팀이 작았기 때문에 재능 있는 인재를 스튜디오로 모아 게임을 만드는 데 도움을 주기 위해 영상을 공개했다고 밝혔다. 팀은 7명으로 시작해서 발표 당시에는 30명 정도였다.
초기 언리얼 엔진 4로 개발되었으나, 이후 언리얼 엔진 5로 전환했다.  2021년 8월 20일 예고편을 통해 언리얼 엔진 5로의 전환이 공개되었으며, 게임 사이언스는 2021년 사실적인 중국 자연환경을 묘사하기 위함이라고 밝혔다.
1982년 드라마 《서유기》 주제곡 사용은 중국중앙텔레비전의 허가를 받았다.

## 출시
《검은 신화: 오공》은 2024년 8월 20일 오전 10시(UTC+8)에 플레이스테이션 5 및 PC( 윈도우 )용으로 출시되었다. 엑스박스 시리즈 X/S로도 출시가 예정되어 있지만 출시일은 아직 발표되지 않았다.
2023년 1월, 토끼의 해를 기념하는 홍보 단편 영화에서《검은 신화: 오공》이 2024년 여름에 출시될 것이라고 공개되었다. 게임 사이언스는 2023년 12월 더 게임 어워즈에서 게임 출시일을 2024년 8월 20일로 발표하는 예고편을 공개했다. 하지만 2024년 6월, 플랫폼 최적화를 위해 엑스박스 시리즈 X/S 버전 게임은 연기되었다고 밝혔다.
《검은 신화: 오공》은  디지털 스탠다드 에디션, 디지털 디럭스 에디션, 디럭스 에디션, 컬렉터스 에디션의 4가지 에디션으로 출시된다. 디지털 스탠다드 에디션에는 전체 게임만이 포함되어 있다. 디지털 디럭스 에디션에는 게임 내 보너스 콘텐츠와 선택된 디지털 사운드트랙도 제공된다. 디럭스 에디션 콘텐츠로는 무기 「구름 구리봉」, 장비 「백희 대나 가면」, 장비 「백희 엽전 도포」, 장비 「백희 장갑」, 장비 「백희 종아리보호대」, 장신구 「풍경」으로 구성되어 있다. 디럭스 에디션과 콜렉터스 에디션 모두 디럭스 에디션 활성화 코드와 물리적 수집품 세트로 구성되어 있다. 두 에디션 모두 활성화 코드는 징동닷컴에서 구매하는 경우 위게임에, 해외에서 구매하는 경우 스팀에 입력해 사용할 수 있다. 어떤 에디션에도 실제 디스크는 포함되지 않다. 게임 사이언스는 물리 디스크를 제공하기 위한 방법을 모색 중이지만 여러가지 제약으로 인해 출시와 동시에 물리 디스크를 제공하기 어렵다고 밝혔다.
2024년 6월 7일, 《검은 신화: 오공》의 예약 판매가 시작되었다.  모든 에디션을 사전 주문한 고객에게는 게임 내 콘텐츠인 'Trailblazer's Scarlet Gourd'가 제공되지만, 이는 게임을 진행하면서도 획득할 수 있다.  8월 초 보도에 따르면, 출시일을 며칠 앞두고 이 게임은 Steam의 글로벌 베스트셀러 차트에서 가장 높은 순위를 기록했다.
《검은 신화: 오공》은 2024년 5월 이후 스팀에서 가장 많이 위시리스트에 오른 게임이다. 출시일 직전, 게임 사이언스가 스팀에 벤치마크 도구가  85,000명 이상의 동시 사용자를 기록하며 게임에 대한 높은 관심을 보여주었다.

## 평가
리뷰 애그리게이터 웹사이트 메타크리틱에 따르면 《검은 신화: 오공》(PC)은 비평가들로부터 "압도적으로 긍정적"인 평가를 받았다.

출시 전인 2023년 게임스컴에서 최고의 비주얼상을 수상했다.